# Steinforter Hüttenwerk

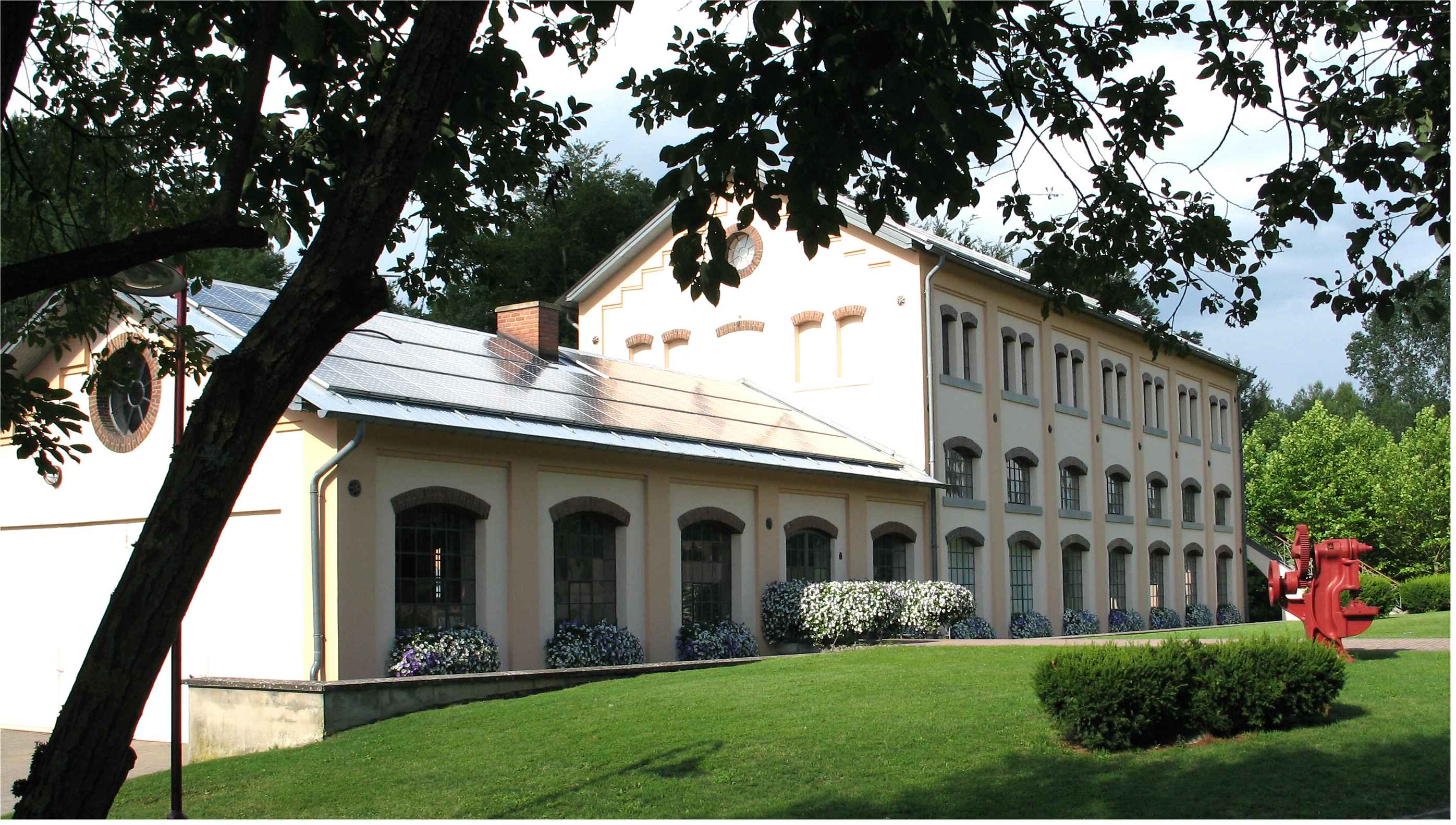
Al Schmelz in Steinfort

Das Steinforter Hüttenwerk (auch: Al Schmelz) in der Gemeinde Steinfort (Luxemburg) wurde 1846 mit einem Schmelzofen und Brechern (Pochwerk) von Guillaume Pescatore (17. Mai 1798 – 19. März 1875) errichtet und am 15. April 1847 in Betrieb genommen. Das Eisenerz (Alluvialerz) wurde in der Umgebung aufgesammelt und mit Holzkohle zu Eisen verhüttet.

## Geschichte
1855 wurde eine Dampfmaschine installiert. 1855 wurde das Steinforter Hüttenwerk von der Witwe Anne-Marie Collart für ihre Söhne um 65.000 Gulden gekauft und am 1. Juni 1856 die Kollektivgesellschaft Charles & Jules Collart gegründet. Von den beiden Brüdern, Charles (15. Februar 1829 – 15. Juni 1910) und Jules Collart (1. Juli 1831 – 24. Oktober 1917), wurde 1857 ein weiterer Ofen errichtet und das Hüttenwerk weiter modernisiert, z. B. durch Ausbau, Eisenbahnnetzanschluss und das Einführen des Thomas-Gilchrist-Verfahren. Das Werk wurde vorerst von Charles Collart bis 1862 geführt, während Jules Collart mit deren Mutter das Hüttenwerk in Dommeldingen bis 1862 verwaltete. In Rümelingen, Tetingen und Esch-sur-Alzette konnten weitere Erwerbungen getätigt werden, um die Eisenerze in Steinfort effizienter produzieren zu können und durch den Ausbau der Eisenbahnlinien in Luxemburg konnte von Holzkohle auf billigeren Koks umgestellt werden.

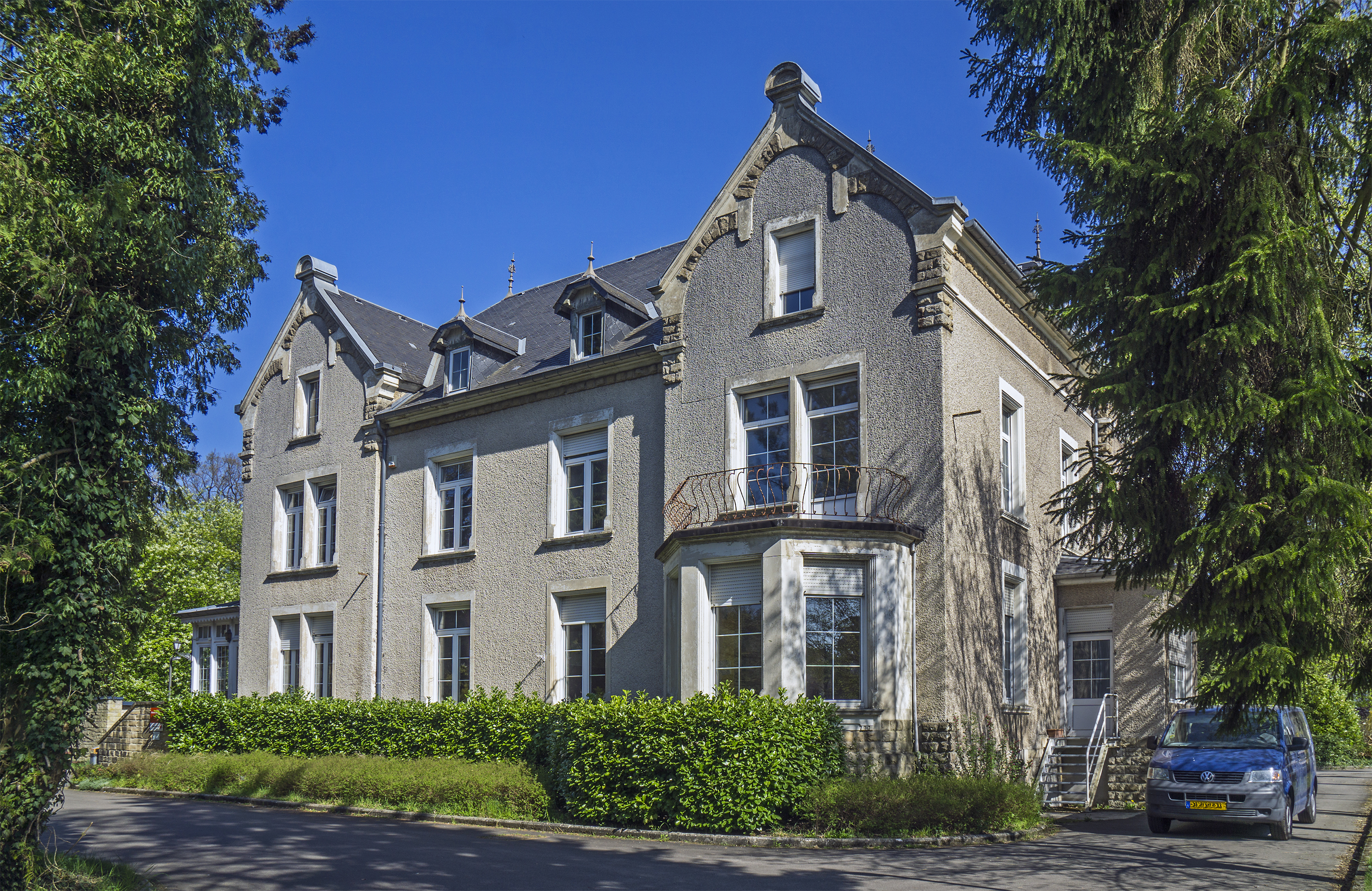
Villa Collart in Steinfort

Am 10. März 1873 wurden Charles und Jules Collart Miteigentümer der im August 1872 gegründeten Société Anonyme des Forges et Laminoirs de Luxembourg (Hollericher Walzwerk).
Bereits gegen Ende des 19. Jahrhunderts konnte das Steinforter Hüttenwerk, weil es das Erz herantransportieren musste, nur durch staatlichen Schutz überleben. So wurde z. B. vom luxemburgischen Staat mit den Vorgaben vom 10. April 1881 und 13. April 1892 festgelegt, dass in Luxemburg abgebautes Erz ausschließlich in Luxemburg verhüttet werden darf. Von 1890 bis 1930 war Gustave Loosé einer der Leiter des Hüttenwerks.
1900 stiftete die Familie Collart ein Spital für die Arbeiter an der Hobscheider Straße (Schmuelgaass) in Steinfort.
1906 wurde ein dritter Hochofen mit einer Tageskapazität von 120 Tonnen und mit automatischer Beschickung errichtet.
1910 starb Charles Collart. Das Unternehmen „Jules Collart & Cie“ wurde in eine Aktiengesellschaft umgewandelt. Um 1910 waren im Steinforter Hüttenwerk 172 Arbeiter, z. B. Schmiede, Gießer, Gussbrecher, Mechaniker, Schreiner, Entlader, Brennstättenwächter etc. tätig und in den Erzgruben in der Escher Umgebung arbeiteten über 140 Menschen.
1911 begannen Verhandlungen mit Felten & Guilleaume (F&G) und am 18. Dezember 1911 wurde das Hüttenwerk Steinfort, nach Unterzeichnung des Vorvertrags an diesem Tag, von Felten & Guilleaume übernommen. Die Aktionäre der Jules Collart & Cie erhielten 5161 F&G-Aktien. Jules Collart wurde Verwaltungsratsmitglied von F&G. Seine Söhne, Robert und Marc Collart, waren zeitweise Direktoren der Steinforter Hütte bzw. der Gruben in Esch an der Alzette. Am 21. März 1912 wurde die S.A. des Hauts-Fourneaux et Aciéries de Steinfort gegründet (auch: Eisen- und Stahlwerk Steinfort, ESS, genannt). Nach der Übernahme wurden viele Investitionen getätigt, wie z. B. neue Hochöfen und Konverter installiert, ein Thomas-Stahlwerk, ein Walzwerk, eine Ziegel- und Zementfabrik, in Beamten- und Arbeiterwohnungen sowie zahlreiche weitere Ausbauten. 1914 erhielt das Unternehmen von der Prinz Heinrich Eisenbahnlinie einen Vorzugspreis für die Erztransporte.
Im Juni 1916 übernahmen die Stahlwerke Richard Lindenberg aus Remscheid 33 % des Kapitals des Hüttenwerks Steinfort und am 17. Juli 1916 erfolgte eine Kapitalerhöhung der Gesellschaft auf 10.000.000 Francs. Dadurch wurde es möglich, einen Héroult-Lindenberg-Elektrostahlofen mit 6 Tonnen zu installieren, wodurch die Produktion 1917 bei 17.337 Tonnen und 1918 bei 15.872 Tonnen lag.
1917 verfügte das Hüttenwerk über 3 Hoch- und 2 Stahlöfen und die Belegschaft betrug 520 Mitarbeiter. Ein Luftangriff auf die Hütte am 2. März 1917 richtet geringen Sachschaden an. Am 1. Mai 1917 wird durch eine Kapitalerhöhung des Gesellschaftskapital von sieben auf zehn Millionen Franc aufgestockt.
1919 wechselte das Steinforter Hüttenwerk wiederum den Besitzer und wurde an die Société des Mines de la Loire übertragen (Vorvertrag vom 9. September 1919). Im selben Jahr wurden in Steinfort öffentliche Beleuchtungsanlagen installiert, zwei Jahre später in Eischen. Die elektrische Energie lieferte das Hüttenwerk.
Im April 1920 wurde das Kapital von 17 auf 25 Millionen Francs erhöht (500.000 Aktie zu 500 Francs). Am 20. Oktober 1921 wurde die Société des Hauts Fourneaux et Aciéries de Steinfort  Teil der des belgischen Unternehmens Athus-Grivegnée. Der Name blieb vorerst unverändert, wobei das belgische Unternehmen vor allem an der Erzförderung Interesse hatte und weniger am Hüttenwerk. 1924/1925 wurde die Herstellung von Martin-Stahl eingestellt, Elektrostahl noch bis 1929 produziert und noch 1929 ein Thomas-Stahlwerk in Betrieb genommen, welches aber kurz darauf wieder eingestellt wurde. 1930 wurden das Elektrostahlwerk und die zwei kleineren Hochöfen (I und II) stillgelegt sowie Mitarbeiter entlassen. 1931/32 wurde das Hüttenwerk sodann endgültig geschlossen, der Hochofen III im April 1931 stillgelegt.
Durch die Betriebseinstellung gab es in Steinfort zahlreiche Arbeitslose. Versuche der Wiedereröffnung scheiterten. 1934 wurde auch die Ziegel- und Zementfabrik geschlossen.
Während der Besatzungszeit im Zweiten Weltkrieg wurde die Hütte für die Zwecke der deutschen Rüstungsindustrie genutzt. Die Schmelze erhielt die Bezeichnung Hermann Göring Vertriebsgesellschaft und teilweise wurden Anlagen auch verschrottet und Kamine am 5. November 1943 gesprengt. Das Stahlwerk wurde unter der Bezeichnung Krupp Stahlwerk weiter betrieben und Teile von Panzern hergestellt. Die Hütte (Hochöfen) selbst wurde jedoch nicht wieder in Betrieb genommen. 1944 wurde es von den Amerikanern als Nachschublager genutzt.
In der Generalversammlung vom 21. September 1944 wurde der Name des Unternehmens Hauts Fourneaux et Aciéries de Steinfort in Steinforter Hochöfen und Stahlwerke AG geändert. Am 28. März 1945 änderte sich der Hauptaktionär. Angleur-Athus verkaufte ihre 47.418 Aktien an der Steinforter Hochöfen und Stahlwerke AG an John Cockerill. Der Name des Unternehmens wurde am 28. Juli 1945 in Hauts Fourneaux et Aciéries de Steinfort zurückbenannt.
Nachdem über die weitere Nutzung der Anlage in Steinfort keine Lösung gefunden werden konnte, wurde 1946 beschlossen, in Steinfort eine Fabrik für die Phenolerzeugung zu bauen, für welches ein Bedarf in der Industrie bestand. Am 31. März 1947 wurde bekannt gegeben, dass ein chemisches Labor eingerichtet werde und die Produktion Ende des Jahres eröffnet werden soll. Ab 1948 wurde produziert, jedoch musste die Produktion am 30. Juni 1949 wieder eingestellt werden, weil die US-amerikanische Konkurrenz günstiger und in besserer Qualität produzierte und lieferte. Als sich 1950 die Preise wieder erholten, wurde im September die Produktion wieder aufgenommen, jedoch 1951 war diese bereits wegen fallender Weltmarktpreise wieder unrentabel.
Der Verwaltungsrat der AG gab am 23. November 1955 bekannt, dass die Gesellschaft bis zum 31. Dezember 1954 fast die Hälfte des Aktienkapitals verloren hatte. Auch 1955 war nur ein defizitärer Betrieb möglich. Ein großes Problem waren auch die anfallenden Nebenprodukte. Insbesondere musste das Glaubersalz gelagert werden, weil es nicht verkauft werden konnten. Es wurde ein großer Weiher mit einer Fläche von etwa einem Hektar angelegt in der Hoffnung, dass das schwefelhaltige Wasser durch Verdunstung kristallisiere. Als aber festgestellt wurde, dass dies nicht erfolgreich war, wurde am 2. Mai 1957 fünf Millionen Francs bereitgestellt, um ein tiefes Loch in den Boden bis zum wasserfesten Sandstein zu graben, damit das Glaubensalz darunter versickern solle. Bereits unmittelbar nach dem Beginn der Phenolproduktion waren tote Fische in der Eisch entdeckt worden. Die entsprechende Genehmigung für die Versickerung der chemischen Substanzen war noch nicht erteilt, als es am 7. August 1957 um 12.30 Uhr zu einer großen Umweltkatastrophe kam. Der Damm des Glaubensalzweihers brach auf einer Länge von 10 Metern und etwa 10.000 m³ der giftigen Chemikalien flossen über das Fabrikgelände in die Eisch und töteten auf vielen Kilometern des Flusses alles Leben.
Aufgrund der langjährigen finanziellen Probleme und der Unmöglichkeit, die Auflagen der Regierung zu erfüllen, beschloss der Verwaltungsrat am 25. Juli 1958 einstimmig, die Chemieproduktion am 31. Dezember 1958 einzustellen. Am 31. Juli 1958 erhielten die 120 Angestellten ihre Entlassung, wobei ihr Gehalt bis zum 31. Januar 1959 garantiert wurde. Rettungsversuche des Unternehmens scheiterten.
Nach langwierigen Verhandlungen übernahm die Gemeinde Steinfort 58 Wohnhäuser mit 76 Wohnungen und die Industriegebäuden mit Liegenschaften und Wäldern im Ausmaß von 63.167 Hektar mit dem Glaubersalzsee (im Volksmund als Giftsee bezeichnet). Die Gemeindeschulden stiegen durch die Übernahme der 199.810,33 Aktien zu 255 Franken auf 50.191.634 Franc. Nach der Wahl eines neuen Verwaltungsrates unter Leitung des Steinförter Bürgermeisters Dominique Steichen beschlossen am 8. Juni 1959 auf einer außerordentlichen Hauptversammlung die Mitglieder, die SA Hauts Fourneaux et Acyéries de Steinfort aufzulösen. Mit diesem Datum endete die über einhundertjährige Geschichte des Hüttenwerkes endgültig.
Das Unternehmen Chemisches Werk Lowi Waldkraiburg Oberbayern erfuhr von der Auflösung des Steinforter Unternehmens und zeigte Interesse, neuerlich eine Phenolerzeugung an diesem Standort einzurichten. Am 1. Juli 1959 wurde die Produktion durch das neu gegründete Unternehmen Chemische Werke Lowi GmbH – Phenolwerk Steinfort, mit reduzierten Kapazitäten, wieder aufgenommen. Das Problem des anfallenden Glaubersalzes sollte durch ein spezielles Verfahren umweltschonend gelöst werden und die bereits vor Ort lagernden 120.000 Tonnen sollten verarbeitet werden. Schon kurze Zeit später wurde die GmbH in eine Aktiengesellschaft umgewandelt. In einem Schreiben an die Gemeinde vom 27. Mai 1964 wurde jedoch vom Unternehmen angekündigt, dass die Phenolproduktion eingestellt werden müsste, wenn sich nicht Investoren finden oder die Gemeinde Steinfort finanziell einspringe. Bereits am 26. Juni 1962 hat die Gemeinde alle Liegenschaften der Hütte übernommen.
Am 30. Juni 1964 wurde die Einstellung der gesamten Phenol-Produktion in Steinfort bekannt gegeben, die Gesellschaft am 23. April 1969 aufgelöst. Nach dem Ende der Produktion waren weiterhin etwa 120.000 Tonnen Glaubersalz vorhanden. Das Unternehmen hatte mit der Aufarbeitung der Altbestände nicht einmal begonnen. Die Phenol-Erzeugungsanlagen wurden verschrottet.
1964 zeigte das Unternehmen U.S. Rubber am Gelände des ehemaligen Phenolwerkes Interesse und beabsichtigte, ein neues Werk zu errichten. Bedingung der Gemeinde war jedoch, dass die gelagerten Glaubersalze innerhalb von zwei Jahren entfernt werden, da dieser nach wie vor eine Gefahr für die Eisch und das Grundwasser darstellte, da der Boden eine hohe Durchlässigkeit aufwies. Bis 1966 erfolgte sodann der Abtransport der Glaubersalze, es musste jedoch wegen Schwierigkeiten bei Sterpenich ein Zwischenlager errichtet werden. 1975 war das Glaubersalz dann endgültig entsorgt. 1965 wurde dann ein neues Werk auf dem ehemaligen Gelände der Hütte errichtet. 1979 wurde die Uniroyal Engelbert Textilcord S.A., mit der U. S. Rubber sich 1965 zusammengeschlossen hatte, von der Continental AG übernommen. 1997 übernahm Glanzstoff Austria den Betrieb mit der Namensänderung auf Textilcord Steinfort S.A. Es wurden Reifenhersteller mit Reifenverstärkungsgewebe beliefert.
Die letzten zwei, 65 Meter hohen, Ziegelsteinkamine der Hochöfen wurden am 30. August 1966 gesprengt. Weitere Gebäude wurden in den nächsten Jahren demoliert und abgetragen.
Vom einstigen Hüttenwerk sind heute nur noch drei Gebäudeblöcke übriggeblieben und 1985 entschied die Gemeinde, einen Teil der Gebäude zu restaurieren und in ein Gemeinde- und Kulturzentrum umzuwandeln. Der Gebäudekomplex des Kulturzentrums ist ein dreigeschossiger Hauptbau mit einem Nebengebäude und es waren früher darin Büros und Werkstätten des Hüttenwerks. Die Fassade ist streng gegliederte und wird durch verschieden große Glasfensterflächen beherrscht. Mauerblenden (Lisene) teilen die Fassade weiter in einzelne Zonen auf.

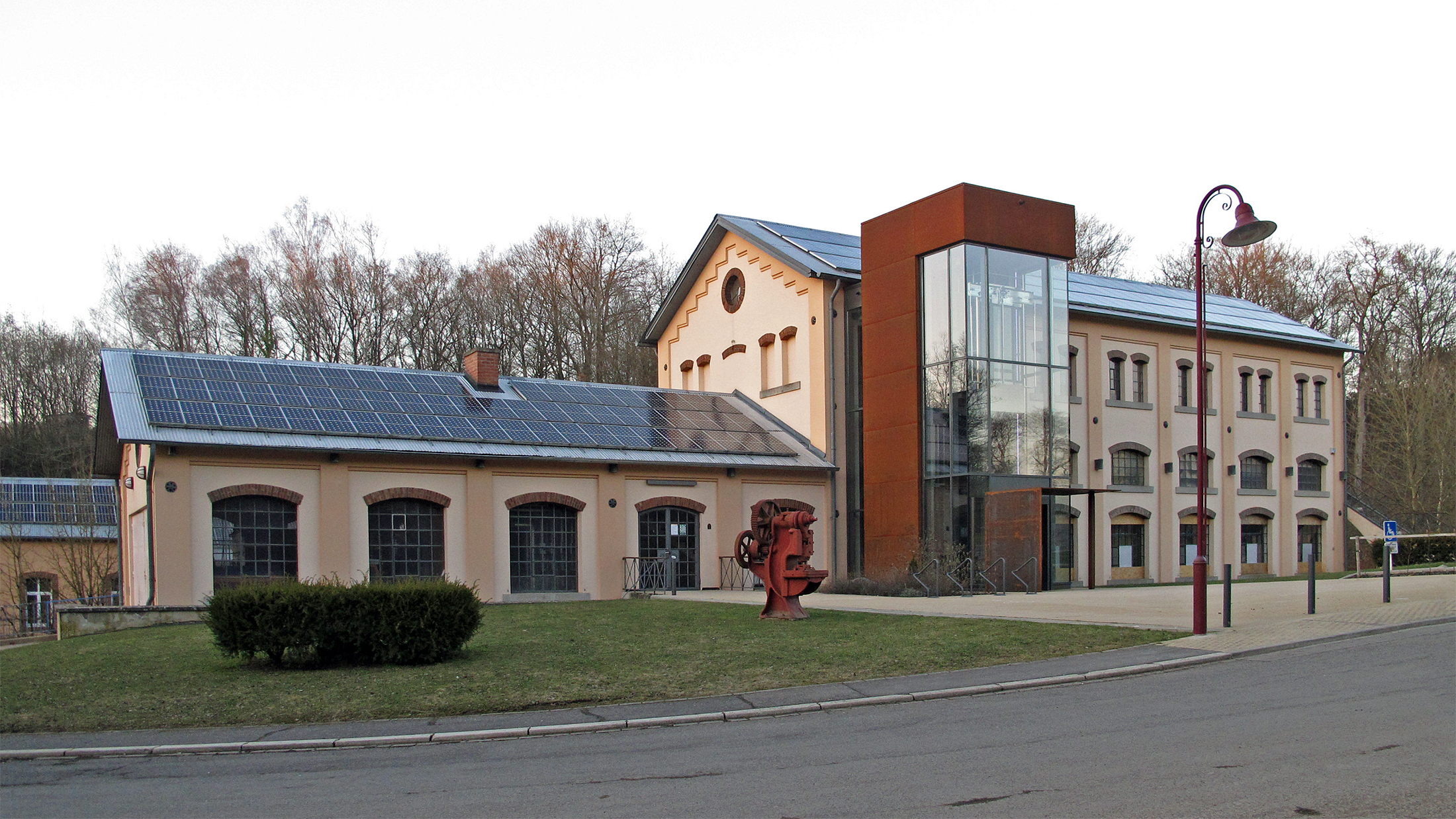
Kulturzentrum Steinfort mit dem Panoramalift

Die Gemeinde Steinfort investierte rund 700 000 Euro in die notwendige Adaptierung aller Räumlichkeiten für das Kulturzentrum „Al Schmelz“.

## Ziegelfabrik
Zur Verwertung der Schlacke des Hüttenwerks, vor allem des Hochofen III, wurden am 26. Oktober 1920 bei der Banque International in Luxemburg die Statuten für eine Ziegelfabrik (Briqueteries de Steinfort, auch Zillefabrik) unterzeichnet. Das Kapital der Gesellschaft wurde mit 1.000.000 Franc festgelegt. Gustave Loosé wurde Geschäftsführer der Gesellschaft, das Steinforter Hüttenwerk hatte an der Gesellschaft 750.000 Franc Anteile.
Es wurden etwa 30 Personen beschäftigt und pro Tag 20.000 bis 40.000 Ziegel nach dem Schol-Verfahren hergestellt. Am 7. August 1934 wurde die Auflösung der Gesellschaft beschlossen. Die Fabrikationshallen wurden Anfang der 1950er Jahre demoliert.